# خورشيد أباد (مشكين شهر)
خورشيد أباد هي قرية في مقاطعة مشكين شهر، إيران. عدد سكان هذه القرية هو 440 في سنة 2006.